# Merénylet III. Napóleon ellen
A III. Napóleon francia császár elleni merényletet 1858. január 14-én követték el Párizsban. Az uralkodó túlélte a támadást.

## A támadás
A merénylet napján III. Napóleon és felesége, Eugénia az operaházba, hivatalos nevén a Császári Zeneakadémia Színházába volt hivatalos. Este fél kilenc körül érkeztek a Rue Le Peletier 12. alatti épület elé, hogy részt vegyenek az opera híres énekese, Eugène Massol visszavonulása alkalmából meghirdetett esten. A színház előtt tömeg várta a császári párt, hiszen korábban nyilvánosságra hozták részvételüket az eseményen.
Először a királyi háztartás tagjai érkeztek, majd a császári gárda lándzsás lovasai következtek. Őket követte a császári pár hintója, amelyen Roguet tábornok, az uralkodó egykori szárnysegédje is utazott. Amikor a hintó megállt, a tömegből három robbanóeszközt dobtak a kocsi felé, melyek az útnak ütődve detonáltak. Az egyik gránát a kocsi előtt, egy másik balra, a harmadik alatta robbant. Az operaház és a közeli épületek ablakai, a gázlámpák üvegburái kitörtek, az úttesten kisebb-nagyobb kráterek alakultak ki.
A császári hintó az oldalára borult; később 76 repesztalálatot számoltak össze rajta. A hintóban ülő császári házaspár nagyjából sértetlenül vészelte át a támadást a kocsiba épített páncélzatnak köszönhetően. Csak Eugénia szemét sértette meg egy üvegszilánk. A császár megúszta annyival, hogy a kalapját átütötte egy repesz. Sokkal rosszabbul jártak az utcában összegyűlt emberek. A szilánkok megölték a hintó hajtóját, eltaláltak sok császári őrt és járókelőt; nyolc ember meghalt, 156 (köztük 21 nő, 13 lándzsás, 11 más őr és 31 rendőr) megsebesült. A hajtó mellett ülő Rouget a nyakán kapott sebet, és sok vért vesztett. A császári pár az események dacára megjelent az előadáson, és csak éjfél körül távozott.

## A kitervelők
A támadás mögött Felice Orsini olasz forradalmár állt, aki úgy tekintett Napóleonra, mint egy „despotizmuson és áruláson alapuló kormányzat fejére”. Orsini abban bízott, hogy forradalom tör ki Párizsban, ha megöli a császárt, amely végül kontinentális köztársaságpárti háborúvá alakul, és elhozza az itáliai félsziget függetlenségét is. Orsini nem bocsátotta meg Napóleonnak, hogy 1849-ben a pápát támogatta a római köztársasági mozgalommal szemben. Orsininek három társa voltː Antonio Gomez, Carlo de Rudio és Giovanni Pierri. Utóbbit elárulta ideges viselkedése, és még a robbantás előtt néhány perccel őrizetbe vették. Egy bombát, egy pisztolyt és egy tőrt találtak nála.
Antonio Gomezt azután fogták el, hogy gyanúsan viselkedett egy étteremben. Carlo de Rudiót késő éjszaka vették őrizetbe, miután Pierri elárulta őt. Kora reggel a magát angol állampolgárnak kiadó, Allsopnak nevező Orsini is horogra került. Mind a négy merénylő elismerte tették, azt politikai motivációjúnak nevezve. A nyomozás megállapította, hogy a bomba Nagy-Britanniában készült. 1858. február 13-án valamennyiüket megvádolták. A bíróság Orsinit, Rudiót és Pierrit halálra, Gomezt élethosszig tartó kényszermunkára ítélte. Végül Rudio büntetését is erre változtatták. Egyikőjük sem fellebbezett. Orsinit és Pierrit 1858. március 13-án lefejezték a Roquette-börtön nyaktilójával.
A merénylethez házilag készített robbanóeszközt használtak, amely később Orsini-bomba néven a 19. századi anarchisták és más merénylők kedvelt eszközévé vált. Az ovális formájú eszköz két öntöttvas héjból állt, amelyet egymáshoz rögzítettek. Közéjük került a nagyjából 50-80 grammnyi robbanóanyag. A marokra fogható gránátból ütközésre érzékeny detonátorok álltak ki. A szerkezet higany-fulminátot tartalmazott, amely jóval erősebb robbanást idézett elő, mint a lőpor. Az anyagok beszerzése nem okozott gondot az összeesküvőknekː Orsini egyik segítője, Simon Bernard 1857. novemberben egy londoni patikában vásárolta meg a szükséges mennyiségű salétromsavat. A higanyt szintén a gyógyászatban használták, azzal kezelték a szifiliszt.